# Discovery (álbum de Electric Light Orchestra)
Discovery es el octavo álbum de estudio de la banda británica Electric Light Orchestra, publicado por la compañía discográfica Jet Records en mayo de 1979.

## Historia
Discovery fue grabado en los Musicland Studios de Múnich, Alemania, de forma similar a trabajos anteriores como Face the Music, A New World Record y Out of the Blue. Sin embargo, a diferencia de trabajos anteriores de la Electric Light Orchestra, Discovery es notable al no incluir el trío de cuerdas integrado por Mik Kaminski, Hugh McDowell y Melvyn Gale, si bien aparecieron en los videos musicales del álbum que fueron creados a modo de substituto de una gira de conciertos. Poco después, Lynne consideró que la sección de cuerdas era superflua y decidió despedirlos del grupo, aunque volvió a contar con Kaminski para la gira de promoción de Time, para la grabación del álbum de 1983 Secret Messages y para la posterior gira de promoción de Balance of Power en 1986.

## Recepción
}}
Tras su publicación, Discovery obtuvo en general buenas reseñas de la prensa musical. Según James Chrispell, de Allmusic: «La Electric Light Orchestra continuó con su camino triunfante de top 40 con la publicación de Discovery. Ahora reducida a una unidad básica de cuatro piezas, Jeff Lynne continuó dominando la banda y todavía tiene sus éxitos: esta vez con el éxito "Don't Bring Me Down". En otra parte del disco está "Last Train to London" y "Confusion". Aunque Discovery obtuvo buenos resultados, resultaba obvio que la ELO estaban empezando a funcionar fuera de los útiles ganchos de The Beatles con los que alimentar su máquina de registrar éxitos».
A nivel comercial, Discovery supuso el primer álbum de la Electric Light Orchestra en conseguir el primer puesto en la lista británica UK Albums Chart, entrando directamente en dicha posición y permaneciendo en ella durante cinco semanas. El álbum también incluyó cinco sencillos de éxito, «Shine a Little Love», «Don't Bring Me Down», «Last Train to London, «Confusion» y «The Diary of Horace Wimp», muchos de ellos influidos por la música disco, que obtuvieron un notable éxito en las listas de éxitos de países como el Reino Unido y los Estados Unidos. Al respecto, «Don't Bring Me Down» se convirtió en el único sencillo de la carrera del grupo en alcanzar el puesto tres en la lista UK Singles Chart, mientras que en Estados Unidos se alzó hasta la cuarta posición. En 1997, Discovery fue certificado como doble disco de platino por la RIAA.

## Reediciones
En 2001, Epic Records y Legacy Recordings reeditaron una versión remasterizada de Discovery con tres temas extra: dos demos caseras de « On the Run» y «Second Time Around», y una versión de la canción de Del Shannon «Little Town Flirt».

## Lista de canciones
Todas las canciones escritas y compuestas por Jeff Lynne excepto donde se anota. 
| Cara A |                            |          |  |
| N.º    | Título                     | Duración |  |
| 1.     | «Shine a Little Love»      | 4:41     |  |
| 2.     | «Confusion»                | 3:41     |  |
| 3.     | «Need Her Love»            | 5:11     |  |
| 4.     | «The Diary of Horace Wimp» | 4:16     |  |

| Cara B |                        |          |  |
| N.º    | Título                 | Duración |  |
| 1.     | «Last Train To London» | 4:30     |  |
| 2.     | «Midnight Blue»        | 4:17     |  |
| 3.     | «On the Run»           | 3:55     |  |
| 4.     | «Wishing»              | 4:13     |  |
| 5.     | «Don't Bring Me Down»  | 4:03     |  |

| Temas extra (reedición de 2001) |                                    |                             |          |  |
| N.º                             | Título                             | Escritor(es)                | Duración |  |
| 10.                             | «On the Run» (Demo casera)         |                             | 1:01     |  |
| 11.                             | «Second Time Around» (Demo casera) |                             | 0:43     |  |
| 12.                             | «Little Town Flirt»                | Maron McKenzie, Del Shannon | 2:53     |  |

## Personal
- Jeff Lynne: voz principal y coros, guitarras
- Kelly Groucutt: bajo y coros
- Richard Tandy: sintetizadores, pianos y clavinet
- Bev Bevan: batería híbrida

## Posición en listas
| País           | Lista                        | Posición |
| -------------- | ---------------------------- | -------- |
| Alemania       | Media Control Top 100 Albums | 7        |
| Austria        | Ö3 Austria Top 40            | 3        |
| Australia      | ARIA Albums Chart            | 1        |
| Canadá         | RPM Albums Chart             | 3        |
| Estados Unidos | Billboard 200                | 5        |
| Francia        | SNEP Albums Chart            | 2        |
| Italia         | Hit Parade Italia            | 4        |
| Japón          | Oricon LP Chart              | 31       |
| Noruega        | Top 40 albums                | 1        |
| Nueva Zelanda  | New Zealand Albums Chart     | 2        |
| Países Bajos   | MegaCharts                   | 3        |
| Reino Unido    | UK Albums Chart              | 1        |
| Suecia         | Albums Top 60                | 2        |

| Sencillo                   | País           | Lista                         | Posición |
| -------------------------- | -------------- | ----------------------------- | -------- |
| «Shine a Little Love»      | Alemania       | Media Control Top 100 Singles | 30       |
| «Shine a Little Love»      | Australia      | ARIA Singles Chart            | 14       |
| «Shine a Little Love»      | Austria        | Austrian Singles Chart        | 23       |
| «Shine a Little Love»      | Canadá         | RPM Singles Chart             | 1        |
| «Shine a Little Love»      | Estados Unidos | Billboard Hot 100             | 8        |
| «Shine a Little Love»      | Países Bajos   | Dutch Top 40                  | 17       |
| «Shine a Little Love»      | Reino Unido    | UK Singles Chart              | 6        |
| «Shine a Little Love»      | Sudáfrica      | South Africa Singles Chart    | 16       |
| «The Diary of Horace Wimp» | Alemania       | Media Control Top 100 Singles | 52       |
| «The Diary of Horace Wimp» | Australia      | ARIA Singles Chart            | 48       |
| «The Diary of Horace Wimp» | Irlanda        | Irish Singles Chart           | 10       |
| «The Diary of Horace Wimp» | Reino Unido    | UK Singles Chart              | 8        |
| «Don't Bring Me Down»      | Alemania       | Media Control Top 100 Singles | 5        |
| «Don't Bring Me Down»      | Australia      | ARIA Singles Chart            | 6        |
| «Don't Bring Me Down»      | Austria        | Austrian Singles Chart        | 2        |
| «Don't Bring Me Down»      | Canadá         | RPM Singles Chart             | 2        |
| «Don't Bring Me Down»      | Estados Unidos | Billboard Hot 100             | 4        |
| «Don't Bring Me Down»      | Irlanda        | Irish Singles Chart           | 6        |
| «Don't Bring Me Down»      | Países Bajos   | Dutch Top 40                  | 5        |
| «Don't Bring Me Down»      | Reino Unido    | UK Singles Chart              | 3        |

## Certificaciones
| Fecha                   | País           | Organismo certificador | Certificación  | Ventas certificadas |
| ----------------------- | -------------- | ---------------------- | -------------- | ------------------- |
| 10 de enero de 1997     | Estados Unidos | RIAA                   | Doble platino  | 2 000               |
| 1 de junio de 1979      | Reino Unido    | BPI                    | Platino        | 300 000             |
| 1 de diciembre de 1979  | Canadá         | CRIA                   | Triple platino | 300 000             |
| 18 de noviembre de 1980 | Francia        | SNEP                   | Oro            | 261 000             |
| 5 de septiembre de 1980 | Alemania       | BVMI                   | Oro            | 250 000             |